# J.Hosur, Nagamangala
J.Hosur là một làng thuộc tehsil Nagamangala, huyện Mandya, bang Karnataka, Ấn Độ.